# فرودگاه بین‌المللی تاباتینگا
فرودگاه بین‌المللی تاباتینگا (به انگلیسی: Tabatinga International Airport) (به زبان بومی: Aeroporto Internacional de Tabatinga) یک فرودگاه همگانی مسافربری با کد یاتا TBT است که یک باند فرود آسفالت دارد و طول باند آن ۲۱۵۰ متر است. این فرودگاه در کشور برزیل قرار دارد و در ارتفاع ۸۵ متری از سطح دریا واقع شده است.

## شرکت‌های هواپیمایی و مقصدهای پروازی
| شرکت‌های هواپیمایی     | مقصدهای پروازی    |
| --------------------- | ----------------- |
| آزول برزیلین ایرلاینز | ادواردو گومز، تفی |